# 特雷莎·切普维
特雷莎·切普维（波蘭語：Teresa Ciepły，1937年10月19日—2006年3月8日），旧姓维乔雷克（Wieczorek），波兰女子田径运动员。她曾代表波兰参加1960年和1964年夏季奥林匹克运动会田径比赛，获得一枚金牌、一枚银牌和一枚铜牌。